# Glykería
Glykería Kotsoúla, conocida como Glykería (en griego Γλυκερία; nacida en 1953 en Agio Pnevma, Serres), es una cantante griega activa en Grecia y Chipre que ha alcanzado gran fama en Israel, Francia, Turquía e Inglaterra. Posee una carrera de más de 30 años en la cual ha obtenido varios discos de platino.

## Biografía

### Carrera solista
Glykería comenzó su carrera en 1974, trabajando en las boites de música de Atenas Plaka y actuando con artistas reconocidos, cantando temas compuestos por Manós Chatzidákis, Míkis Theodorákis, M. Loizos y otros. 
Comenzó su carrera discográfica firmando con el sello musical Lyra, bajo el que lanza su primer álbum  llamado Min Kaneis Oneira (No sueñes) en 1978 junto a otro artista emergente, Giorgos Gerolymatos. Este lanzamiento causó un inesperado impacto en la industria musical griega, mostrando la voz de Glykería a la nación.[cita requerida]

### 1980-1985: carrera a la fama
A comienzos de la década de 1980, Glykería lanza su primer álbum en solitario, Ta Smyrneika, compilación de canciones tradicionales de Esmirna. Durante los años siguientes, Glykería obtendría gran popularidad en los clubes y tabernas de bouzoukis, ganando impulso y muchos seguidores, y colaborando con otros conocidos cantantes, entre los que cabe destacar a Giórgos Ntaláras. Ese mismo año lanza su álbum de debut Sta Matia Koita Me (Mírame a los ojos), con Stelios Fotiadis, marcando así el comienzo de su carrera.
En 1982 es seleccionada para representar a Grecia en el festival Europalia'82, en Bruselas, junto con Sotiría Béllou, Giórgos Ntaláras y Margarita Zorbala. Al año siguiente, Glykería ofrece su primer concierto, Omorfi Nyhta. Debido a su enorme éxito, Lyra lanza su primer álbum en directo, I Glykeria Stin Omorfi Nyhta (Glykeria en la hermosa noche) , batiendo todos los récords de ventas en Grecia.[cita requerida]
En abril de 1985, el lanzamiento de su doble álbum Tragoudi Aisthimatiko en el que se incluyen algunos de sus mayores éxitos como "Magisses", "Pentohiliara", "Ta Dahtilidia" y "Fantaraki", sitúan a la artista en el primer puesto de las listas de ventas nacionales e internacionales de ese año.
En 1986 canta "Earini Symfonia" (poema de Yiannis Ritsos, con música de Yiannis Markopoulos) en la apertura de la ceremonia inaugural de los Campeonatos del Mundo, celebrados por primera vez en el Estadio Olímpico de Atenas y retransmitidos a 120 países.

### Carrera internacional

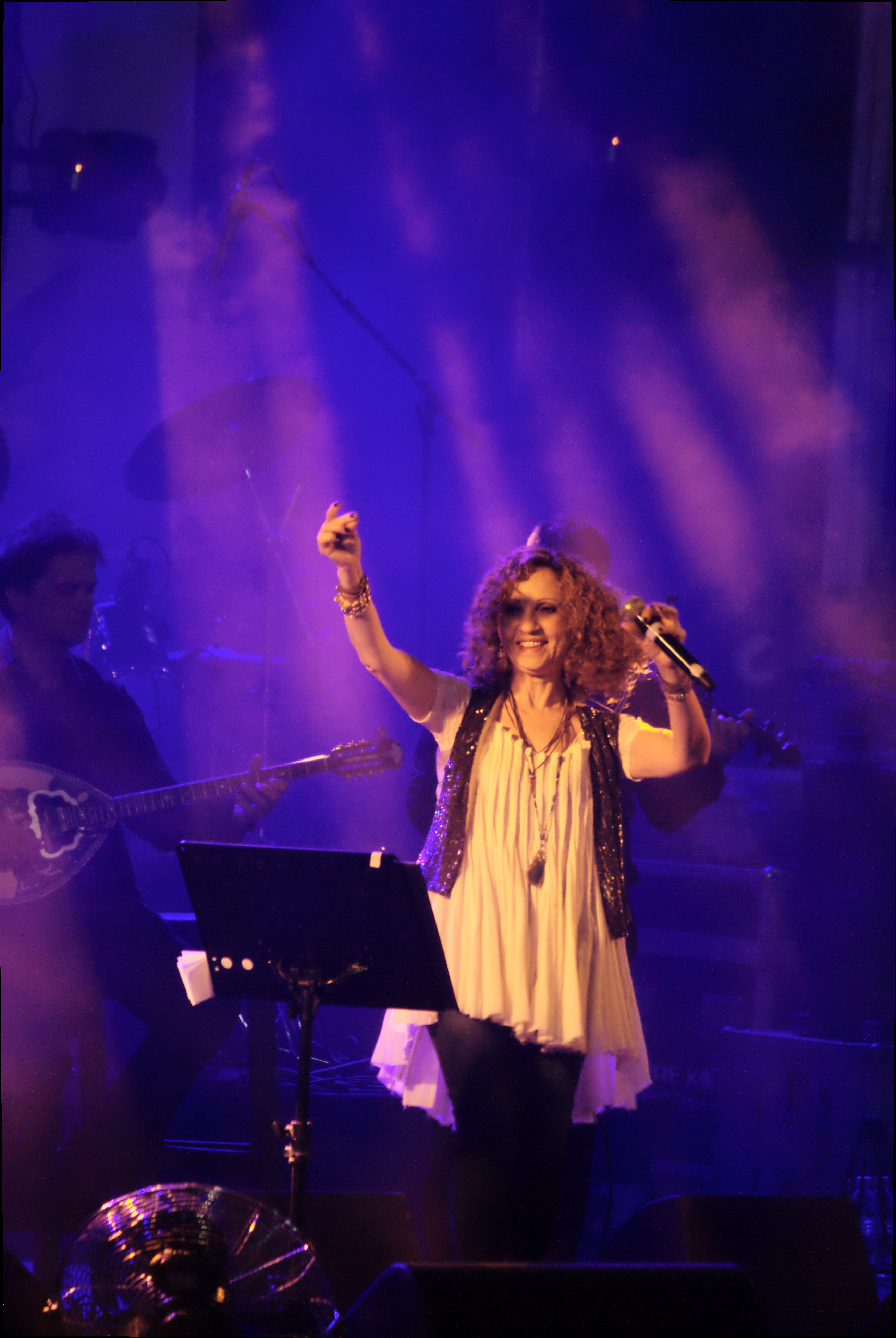
Rishon LeZion, septiembre de 2013

Ha ofrecido conciertos en Grecia y en el extranjero (Europa, EE. UU., Canadá, Australia, Argentina, Nueva Zelanda, Chipre, Israel y Turquía). Debido al éxito de sus conciertos en Israel, fue proclamada la cantante extranjera más popular. Este hecho, llevó al alcalde de Jerusalén a otorgarle la llave de oro de la ciudad en 1994. Se publicaron tres álbumes en Israel al mismo tiempo, todos ellos obtuvieron Disco de Oro en un muy poco tiempo: Glykería éxitos de oro, Lejos, Glykería - 14 clásicos, y su primer álbum en Francia: Golden Hits - La voz de Grecia.
En el verano de 1993 actuó por primera vez en Israel. Finalizó su actuación con una versión propia del cautivador himno israelí "Shabechi Yerushaly'im" ("Alabanzas a Jerusalén") en hebreo. 
En 1998 se publicó en Francia su segundo álbum. Participó en dos discos para el sello americano Putumayo y estuvo presente en varias compilaciones de música realizadas en Europa.
En 1999 dio dos conciertos en Tel Aviv con la Orquesta Filarmónica de Israel. Unos meses más tarde, bajo el sello Sony Classical publicó un álbum, con el título Glykería y la Orquesta Filarmónica de Israel, disribuido en todo el mundo.
En 2001 participa en el álbum Alif, del conocido músico turco Omar Faruk Tekbilek. 
En 2002 da conciertos con la Orquesta de Mikis Theodorakis, la Orquesta Estudiantina, ofreciendo una gira por toda Grecia. 
En el mismo año, su álbum Corazón abierto es publicado en Israel y Las canciones Rebetika de Glykería en Turquía.
En los primeros Premios ARION celebrados en Grecia fue galardonada con el premio a la mejor cantante popular griega. 
Glykería, La dulce en griego, se ha convertido en una de las cantantes de más éxito en toda Grecia desde hace muchos años.[cita requerida]
Glykería se convirtió en una de las cantantes griegas más seguidas en Israel y en una parte importante de la escena cultural israelí en la década de 1990. Su profunda conexión con Israel culminó en 1998 cuando fue el único artista extranjero en ser invitado a cantar en el evento conmemorativo especial de Yitzhak Rabin, el líder asesinado tres años antes. Con lágrimas en los ojos, cantó lastimeramente delante de 200 000 personas en la plaza Rabin en Tel Aviv. En el verano de 1999 fue invitada a actuar con la Orquesta Filarmónica de Israel. También en 2006, durante el conflicto entre Israel y el Líbano llegó a Israel con su hijo, se reunió con Ehud Olmert y cantó para los soldados en las fronteras.

## Colaboraciones
Glykería colaboró en 2008 con el compositor de renombre mundial Míkis Theodorákis, en un álbum de dos discos compuestos de canciones escritas por el mismo.
Colaboraciones en conciertos y discografía con: A. Kaldaras, S. Fotiadis, Natacha Atlas, Omar Faruk Tekbilek, Loukianos Kilaidonis|L. Kilaidonis, Mary Linda, P. Thalassinos Sotiría Béllou, Giórgos Ntaláras, Marinella, Ofra Haza, Ricky Gal, Chava Alberstein,  Amal Murkus, Paschalis Terzis, Ilias Aslanoglou, Antonis Vardis, Sarit Hadad, Fortuna y más.

## Discografía
- 1990: Ola Mou Ta Mystika
- 1991: Ximerose
- 1992: I Hora Ton Thavmaton
- 1994: Se Mia Schedia
- 1996: I Glykeria Tragoudai Antoni Vardi
- 1998: Maska
- 2004: Aniksi
- 2006: Vrohi Ton Asterion
- 2008: Ta Themelia Mou Sta Vouna

## Trivia
- Glykería ha cantado ante el público en los siguientes idiomas: griego, serbio, hebreo, inglés, francés, italiano, español, latín, ladino, turco, yiddish, japonés, coreano y zulú.[cita requerida]